# Константин Панов
Константин Панов (болг. Константин Георгиев Панов; нар. 2 жовтня 1884, Софія — пом. ? 1968 — болгарський офіцер, генерал-лейтенант артилерії.

## Біографія
Народився 2 жовтня 1884 року в Софії. У 1905 році закінчив Військове училище Його Княжої Високості і 2 серпня отримав звання підпоручника, а 1 жовтня 1908 року поручника.
Брав участь в Балканській (1912–1913) і Другій Балканськії війні (1913).
15 жовтня 1912 року отримав звання капітана.
Під час Першої світової війни (1915–1918) служив начальником розвідувального партизанського загону 11-ї піхотної македонської дивізії і 30 травня 1917 році отримав звання майора. Закінчив Військову академію в Росії.
Після війни, 1 квітня 1920 року отримав чин підполковника. У період з 1905 по 1923 роках служив у Школі офіцерів запасу, 1-му планинському артилерійського полку і начальником штабу 1-ї бригади 2-ї піхотної тракійської дивізії. З 1922 до весни 1930 роках займав посаду начальника Військової канцелярії.
6 травня 1926 отримав звання полковника, в 1931 був призначений військовим аташе в Парижі. З 1 травня 1934 — генерал-майор. У 1935 році звільнений з посади. Після його звільнення з 1935 по 1939 роках був начальником Царської канцелярії. Помер у 1968 році.

## Сім'я
Генерал-лейтенант Константин Панов був одружений і мав двох дітей.

## Військові звання
- Підпоручник (2 серпня 1905)
- Поручник (1 жовтня 1908)
- Капітан (15 жовтня 1912)
- Майор (30 травня 1917)
- Підполковник (5 квітня 1920)
- Полковник (6 травня 1926)
- Генерал-майор (1 травня 1934)
- Генерал-лейтенант

## Освіта
- Військове училище Його Княжої Високості (до 1905)
- Військова академія в Росії